# Судебное шоу
Судебные шоу — телевизионные передачи, в которых имитируется или изображается судебный процесс. Такие передачи существуют во многих странах, включая Россию, Германию, Украину, США и испаноязычные страны.

## Технические особенности
В США передача Judge Judy и некоторые другие работают по принципу арбитража (в нероссийском смысле этого слова), то есть третейского суда. Это означает, что стороны заключают договор, по которому решение данного судьи будет для них обязательным. Рассматриваются только гражданские дела. В некоторых случаях оба участника суда (истец и ответчик) получают гонорар за участие в программе, а сумма иска вычитается из этого гонорара.
Но зачастую телевизионный суд — это спектакль, в котором разыгрываются либо вымышленные, либо реально бывшие в прошлом уголовные или гражданские дела. Как правило, в конце передачи показывается сообщение о том, что истории вымышлены. Иногда этим пренебрегают.
В реальности, суд по уголовным делам может продолжаться много дней, и обычно не представляет для зрителей интересного зрелища. Показать его как есть по телевидению невозможно. В некоторых странах, например, в США, съёмка в уголовном суде запрещена законом. В Германии видеосъёмка и фотографирование в суде разрешены только до начала слушания. В РФ разрешено вести аудиозапись открытого судебного заседания, однако, видеосъёмку и фотографирование можно осуществлять только с разрешения председательствующего в судебном заседании судьи, заявив соответствующее ходатайство.

## В России
Первым судебным шоу в России была программа «Суд идёт», которая производилась телекомпанией «Игра-ТВ» и транслировалось на НТВ с 1997 года. Первый выпуск провёл Владимир Ворошилов. Позже программу стала производить другая телекомпания. 
По утверждению журналиста НТВ Сергея Авдиенко, это была единственная в истории российского телевидения телепередача, которая изображала рассмотрение реальных уголовных дел и никогда не прибегала к постановке. Особый резонанс вызвал выпуск об убийстве судьи Валерии Плотниковой.
С 12 января 2004 года на РЕН ТВ начинает трансляцию судебное шоу «Час суда». В роли судьи выступал адвокат Павел Астахов, получивший более широкую известность именно благодаря этой передаче. В программе рассматривались только гражданские дела. Шоу было закрыто в 2012 году.
С 2005 года в России начинает бум судебных шоу. 2 августа 2005 года в один день на двух разных каналах начинаются трансляции ежедневных судебных шоу — «Суд идёт» (Россия-1) и «Федеральный судья» (Первый канал). Первая телепередача фокусировалась преимущественно на гражданских делах, вторая только на уголовных. Эти телепередачи вызывали противоречивые отклики у телезрителей и профессиональных юристов, однако оставались в эфире много лет («Суд идёт» был закрыт в 2010 году, «Федеральный судья» в 2011 году). 
В это же время выходят такие телепередачи как «Судебные страсти» (ДТВ), «Судиться по-русски» (ДТВ), «По делам несовершеннолетних» (Домашний), однако все они очень быстро закрываются.
1 июля 2008 года на НТВ стартует судебное шоу «Суд присяжных», в котором рассматривались только уголовные дела по особо тяжких преступлениям, а основой акцент передачи делался на работу 12 присяжных заседателей. У шоу было 2 спин-оффа — судебное шоу «Суд присяжных. Главное Дело» и детективный телесериал «Суд присяжных. Окончательный вердикт». Телепередача закрылась в 2017 году.
В 2019 году стартовала телепередача «Дела судебные» (Мир). После этого популярность судебных телешоу пошла на спад, однако по состоянию на 2022 год этот формат продолжает существовать на российском телевидении. В начале 2023 года в видеохостинге TikTok завирусились открывки судебных шоу, бо́льшая часть которых пришлась на «Дела судебные».
По состоянию на 2024 год судебные шоу на гражданскую тематику продолжают выходить на каналах Домашний и Мир.

## Критика
Сергей Абельцев:

Низведение судебного заседания до уровня кухонной склоки, насаждение мысли о том, что суд – это не более чем очередное поп-шоу с налетом скандальности, скабрезности и полной итоговой безнаказанности, является хорошо продуманной и циничной дискредитацией судебной власти.
Психолог Алексей Фуреев, отмечая многие минусы подобных шоу, отмечает и их пользу:

Еще одним плюсом можно назвать интерес, которые возникает у детей, подростков, к этой профессии и области знаний. Но самое главное не это. В психологии есть такой прием, когда человеку, обратившемуся за помощью, рассказывают истории других людей, прошедших через похожие проблемы. И слушая чужую историю, человек находит внутри себя силы справиться со своей ситуацией, он вдохновляется и получает рабочие модели.